# مثلث زمستانی

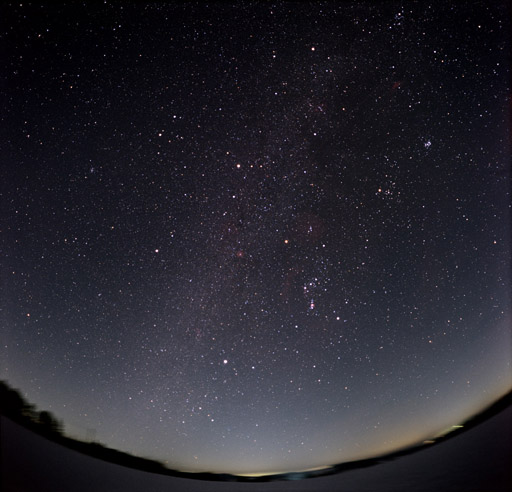
صور فلکی زمستانی و مثلث زمستانی

مثلث زمستانی یکی از صورتواره‌های نیمکره جنوبی آسمان و نزدیک به معدل النهار است. مثلث زمستانی از سه ستاره معروف و درخشان ابط الجوزا (صورت فلکی شکارچي) شباهنگ (صورت فلکی سگ بزرگ) و شعرای شامی (صورت فلکی سگ کوچک) تشکیل می‌شود.
مثلث زمستانی در دل شش‌ضلعی زمستانی قرار دارد. مثلث زمستانی کمتر از مثلث تابستانی مشهور است. 

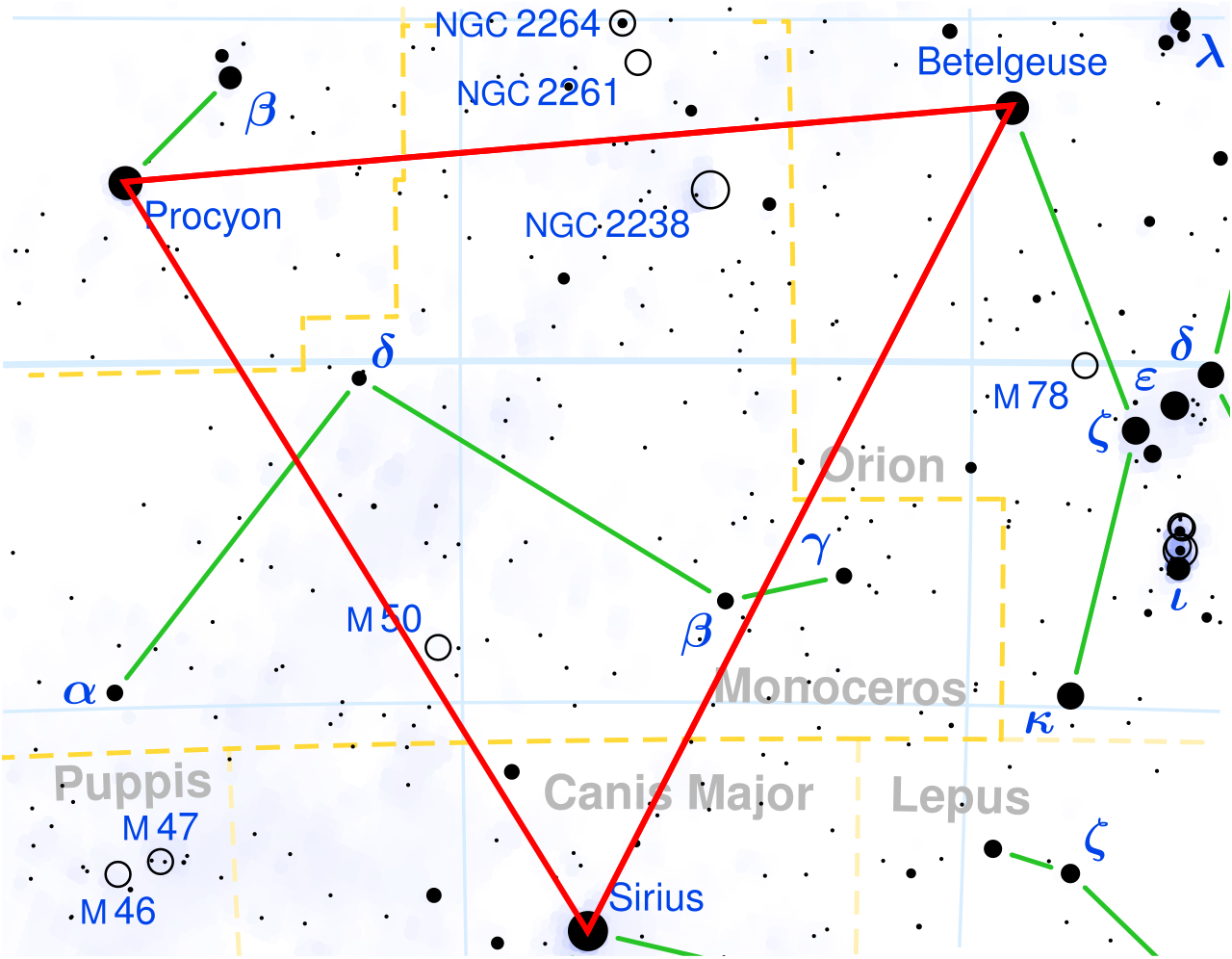
مثلث زمستانی

## ستاره‌های مثلث زمستانی

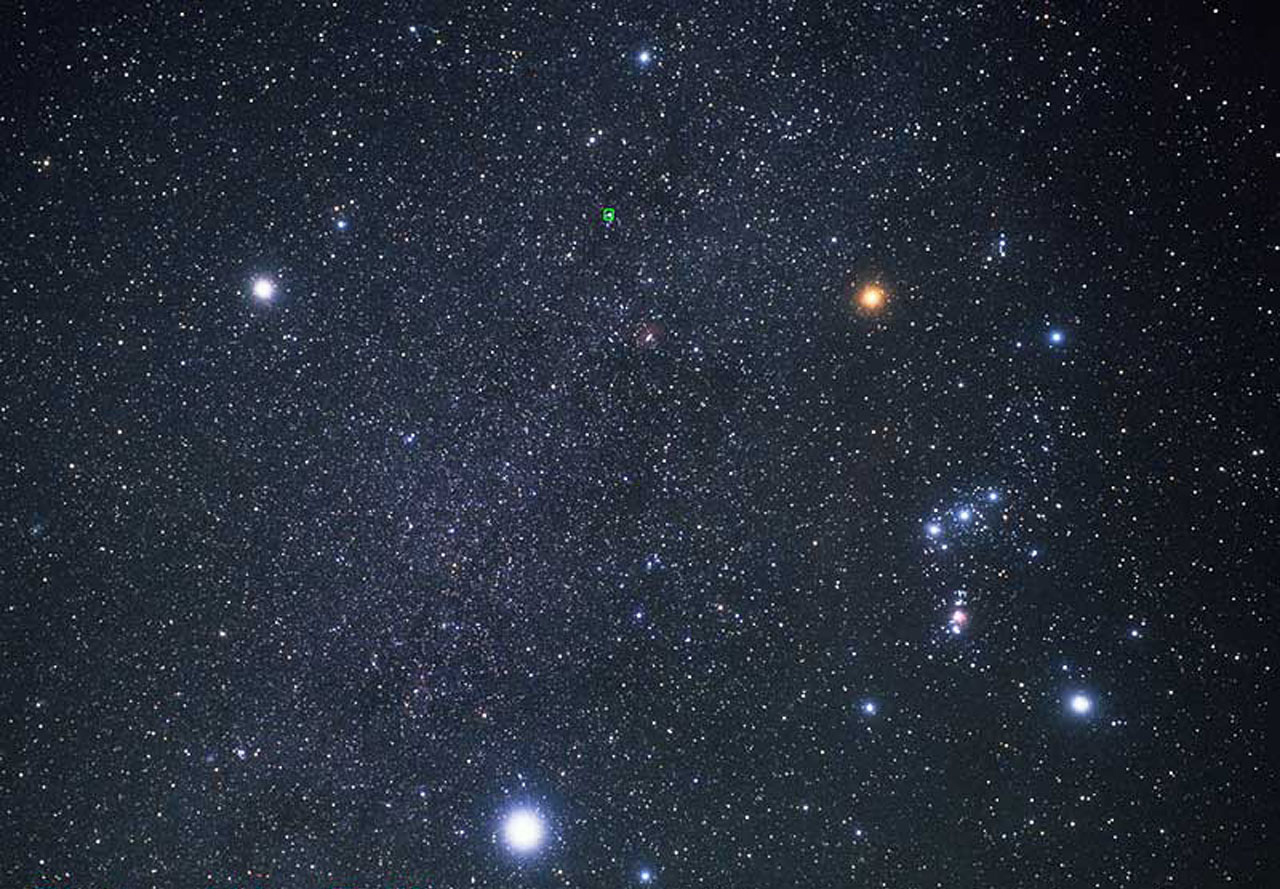
ستارگان مثلث زمستانی

| نام        | صورت فلکی | قدر ظاهری | درخشندگی (برحسب درخشندگی خورشید) | رده‌بندی ستارگان | فاصله (سال نوری) |
| ---------- | --------- | --------- | -------------------------------- | --------------- | ---------------- |
| شباهنگ     | سگ بزرگ   | ۱٫۴۶-     | ۲۵٫۴                             | A1 V            | ۸٫۶              |
| ابط الجوزا | شکارچی    | ۰٫۴۵      | ۹۰,۰۰۰ - ۱۵۰,۰۰۰                 | M2 lab          | ۶۴۰              |
| شعرای شامی | سگ کوچک   | ۰٫۴       | ۶٫۹۳                             | F5 IV-V         | ۱۱٫۵             |